# Order Imperium Indyjskiego
Najznamienitszy Order Imperium Indyjskiego daw. Order Wielce Znamienity Cesarstwa Induskiego (ang. The Most Eminent Order of the Indian Empire) – brytyjski wysoki order nadawany w latach 1877–1947 osobom szczególnie zasłużonym dla Indii Brytyjskich. 

## Historia i charakterystyka
Został ustanowiony 1 stycznia 1878 przez królową Wielkiej Brytanii i zarazem cesarzową Indii Wiktorię dla upamiętnienia przyjęcia przez nią tytułu cesarskiego, początkowo w jednej klasie. Po uzyskaniu przez Indie niepodległości w 1947 zaprzestano jego nadawania. Wraz ze śmiercią maharadży Meghrajji III w 2010 r. order wygasł.
Order mogli otrzymywać zarówno Brytyjczycy pracujący w Indiach, jak i sami Indusi. Nie mogły być nim dekorowane kobiety, z wyjątkiem tych samodzielnie panujących w tzw. indyjskich państwach książęcych oraz monarchów brytyjskich. Wielkim mistrzem kapituły orderu był z urzędu wicekról Indii.
W 1887 dokonano reformy orderu, odtąd w kolejności starszeństwa stał za Orderem Gwiazdy Indii, a przed Orderem Korony Indii.

## Podział na klasy
Odznaczeni od 1887 dzielili się na trzy klasy (od najwyższej):
1. Rycerze Wielcy Komandorzy (Knight Grand Commanders – GCIE)
2. Rycerze Komandorzy (Knight Commanders – KCIE)
3. Kawalerowie (Companions – CIE)

Posiadacze orderu dwóch wyższych klas upoważnieni byli do dopisywania przed nazwiskiem tytułu Sir, zaś ich żony Lady. Posiadacze wszystkich klas mogli umieszczać po nazwisku odpowiedni skrót (GCIE, KCIE, CIE) oraz, wraz z żonami i dziećmi uzyskiwali odpowiednie miejsca w brytyjskim systemie precedencji.